# Phaeochrous beccarii
Phaeochrous beccarii is een keversoort uit de familie Hybosoridae. De wetenschappelijke naam van de soort is voor het eerst geldig gepubliceerd in 1871 door Harold.